# Maksymilian Glücksberg

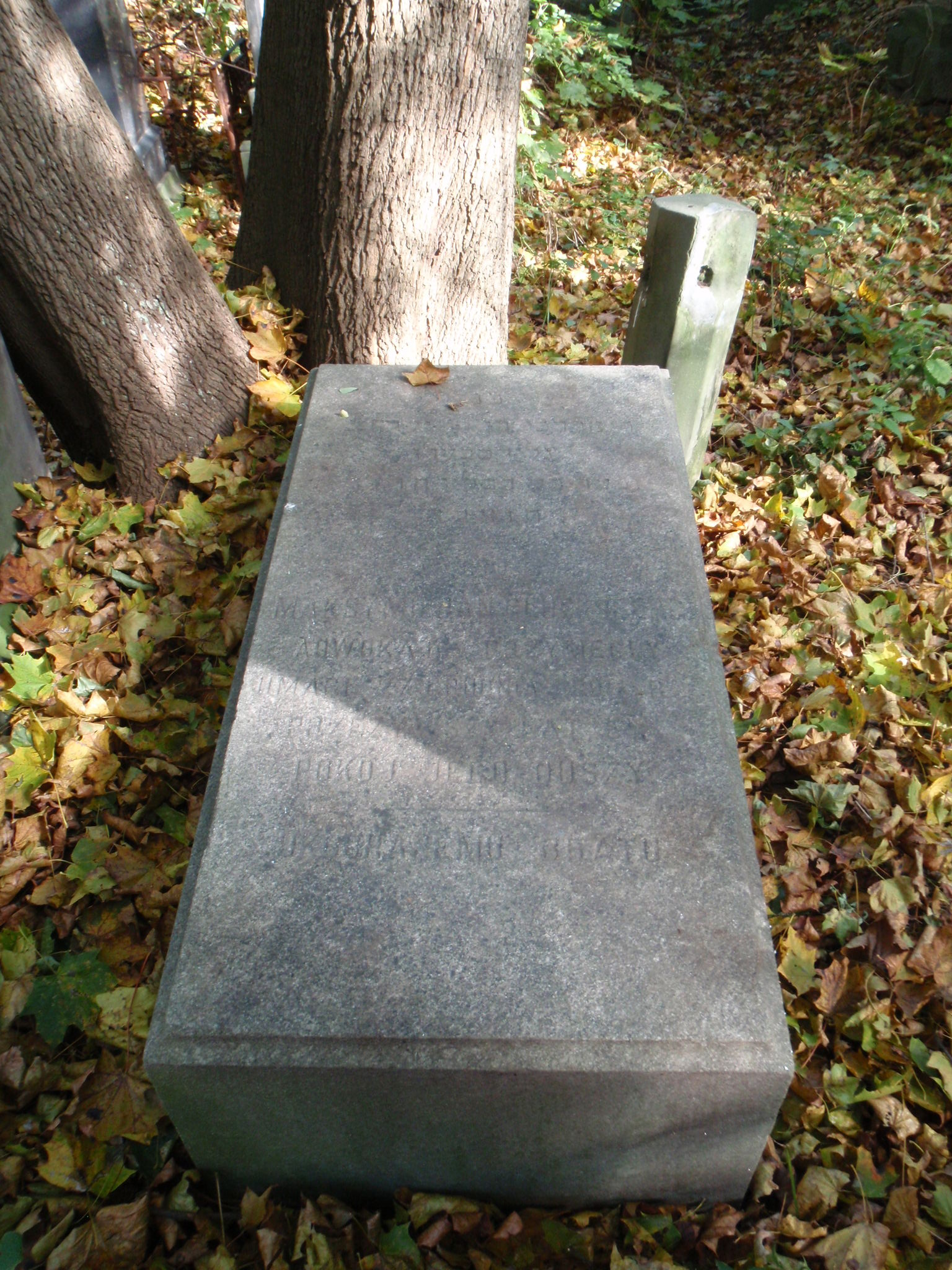
Grób Maksymiliana Glücksberga na cmentarzu żydowskim w Warszawie

Maksymilian Glücksberg (ur. 5 stycznia 1840, zm. 27 grudnia 1894 w Warszawie) – polski adwokat i publicysta żydowskiego pochodzenia. 
Urodził się jako syn księgarza i wydawcy Jana (1793–1859) oraz Anny Klein (ur. 1804). Był bratem Michała Glücksberga.
W latach 1857–1871 studiował prawo w Szkole Głównej. Początkowo pracował w księgarni ojca. W 1866 rozpoczął pracę w redakcji Kłosów. Później pracował również w Tygodniku Romansów i Powieści. W 1875 opublikował w Niwie swoją pracę poświęconą Stanisławowi Staszicowi p.t. Stanisław Staszic (1755–1826). Studium. Z zawodu był adwokatem, praktykował w Kaliszu, Piotrkowie Trybunalskim i Warszawie.
Pochowany jest w alei głównej cmentarza żydowskiego przy ulicy Okopowej w Warszawie (kwatera 71).